# 哈利勒·哈亞
哈利勒·伊斯梅爾·易卜拉欣·哈亞（阿拉伯語：خليل إسماعيل إبراهيم الحية；1960年11月5日—）是巴勒斯坦政治人物及哈瑪斯成員。他於2006年參選巴勒斯坦立法委員，並成功當選加薩市席位。之後他於2024年8月起出任哈瑪斯政治局的副主席至同年10月，接替被以色列暗殺身亡的萨利赫·阿鲁里。2024年10月隨著哈瑪斯政治局主席叶海亚·辛瓦尔在拉法市遭以色列軍隊擊殺，他與哈立德·迈沙阿勒、扎赫·賈巴林、穆罕默德·伊斯梅爾·達爾維什以及一名未知名哈瑪斯官員所共組的臨時委員會開始代理政治局主席之位。

## 生平
在加入哈瑪斯之前，哈亞先後取得加薩伊斯蘭大學文學學士、約旦大學聖訓文學碩士以及古蘭經與伊斯蘭科學大學哲學博士文憑。他於第一次巴勒斯坦大起義期間加入哈瑪斯，當時的他還身兼教職。哈亞擔任哈瑪斯官員已有數十年，他被認為是前哈瑪斯領導人叶海亚·辛瓦尔的親信，並被描述為「辛瓦爾認為他可以依賴的少數人之一」。
在2006年成功當選巴勒斯坦第二屆立法委員的哈亞在加薩市的一次示威上譴責巴勒斯坦民族权力机构主席马哈茂德·阿巴斯，指責他在巴勒斯坦各派之間暴力衝突不斷升溫的情況下發動了「針對神和哈瑪斯的戰爭」。他宣布哈瑪斯不會接受公投或新的選舉結果，並在選舉勝利後維護其議會授權。
2019年，哈亞與劳希·穆什塔哈率代表團從加薩走廊出發訪問土耳其、黎巴嫩等國。據報道，代表團在此行之前先去了開羅會見了埃及情報官員。
哈亞也領導了與哈瑪斯競爭對手法塔赫的和談。2022年1月，應阿爾及利亞總統阿卜杜勒-马吉德·特本邀請，他與胡薩姆·巴德蘭一起造訪阿爾及利亞，參加哈瑪斯與法塔赫之間的巴勒斯坦內部和談。
2022年10月，哈亞宣布他將與巴勒斯坦其他派系的代表在大馬士革與敘利亞總統巴沙爾·阿薩德舉行「歷史性」會議，這是十年來的首次此類會議。哈亞表示希望能讓哈瑪斯化解在叙利亚内战中不支持阿薩德政權而與敘利亞之間產生的嫌隙。他對過去針對敘利亞採取的任何「錯誤行動」表示遺憾，並強調這次會議對於重新啟動巴勒斯坦與敘利亞合作的重要性。哈亞讚揚敘利亞長期以來對巴勒斯坦事業的支持，並指出阿薩德重申敘利亞致力於支持巴勒斯坦的「抵抗」。
哈亞在以色列—哈瑪斯戰爭期間代表哈瑪斯與以色列就人質和停火協議進行間接談判。2024年10月葉海亞·辛瓦爾被殺後，哈亞被認為是接替辛瓦爾政治局主席之位的有力人選。
《紐約時報》揭露的秘密會議紀錄顯示，哈亞於2023年7月和駐黎巴嫩和伊朗伊斯蘭革命衛隊高級指揮官穆罕默德·賽義德·伊扎迪（Mohammed Said Izadi）討論了哈瑪斯預計於10月7日襲擊以色列的計畫。會議紀錄顯示，哈亞向伊扎迪表示哈瑪斯在襲擊開始時會需要援助來瞄準敏感地點。

## 政治觀點
哈亞一直以來主張與伊朗保持牢固的關係。
2009年，哈亞談到如強制女律師穿戴希贾布和禁止女性在公開場合的身體接觸等強制措施時，他表示：「政府和哈馬斯都沒有就此類命令做出任何決定。我們是一個伊斯蘭抵抗運動，永遠不會違背任何人的意願，建議是最好的策略。」他在發表上述言論時與主張在加薩加強宗教執法的極端主義派系關係惡化。
哈亞於2011年呼籲聯合國承認巴勒斯坦以及其1948年之前的國界。
哈亞於2021年11月接受半島電視台採訪時表示巴勒斯坦民族权力机构（PA）已經「不再被巴勒斯坦人民所接受」，聲稱其已變成巴勒斯坦事業的累贅。他呼籲根據全面的國家願景重新定義PA的作用，並強調需要「在代表所有巴勒斯坦人的政治計劃和對抗佔領的機制的基礎上」全面改組領導層。他譴責PA與以色列在約旦河西岸地區的安全合作，並指責阿巴斯造成了西岸和加薩走廊之間的裂痕。
哈亞表示哈瑪斯於2023年10月3日對以色列的襲擊，是因為有必要「改變整個局面，而不只是發生衝突而已」，他還表示：「我們成功地將巴勒斯坦事業重新擺到檯面上，現在整個地區的人們都將不得安寧」。哈亞在接受《紐約時報》採訪時表示，哈瑪斯的目標不是「管理加薩並為其供水供電」，而是重新引起人們對巴勒斯坦事業的關注，他說哈瑪斯從10月7日開始告訴人們巴勒斯坦事業不會消亡。
2024年4月，哈亞表示如果以色列同意以1967年之前的邊界建立獨立的巴勒斯坦國，哈瑪斯將同意與以色列停火、放下武器並轉型為一般政黨。此外他還澄清說，擬議的巴勒斯坦國將要求「巴勒斯坦難民返回」如今的以色列。
2024年10月，在葉海亞·辛瓦爾遭以色列軍隊擊殺後，哈亞表示：「哈瑪斯正在前進，直到在所有巴勒斯坦領土上建立以耶路撒冷為首都的巴勒斯坦國。」

## 個人生活
哈亞成長於加薩市舒加艾耶社區，他的家人們也居住於此。於2007年，以色列襲擊了哈亞的家，結果沒能成功暗殺他，且導致他的七到八名親屬（包括他的兩個兄弟）喪生。哈亞的一個兒子於2008年在領導火箭旅時被以色列空襲身亡。2014年加薩戰爭期間，哈亞的另一名兒子、媳婦和孫子於同年7月在空襲中喪生。
2017年，加薩爆發缺電危機，並有約一萬人走上街頭抗議政府的不作為。當時哈亞在記者會上表示「我和你們一樣受苦。我家裡也沒有電」，並將升級供電線路的延誤歸咎於巴勒斯坦權力機構。

## 外部連結
- . Bethlehem: Ma'an. 6 March 2012  [20 July 2014]. （原始内容存档于2013年7月4日）.
- Khatib, Abed Rahim. . Demotix. 3 February 2010  [20 July 2014]. （原始内容存档于2015年9月23日）.